# Шер-Кыртаёль
Шер-Кыртаёль — река в России, протекает в округе Вуктыл Республики Коми. Устье реки находится в 61 км по правому берегу реки Щугор. Длина реки составляет 16 км.
Исток реки в болотах к западу от Исследовательского хребта Приполярного Урала в 38 км к востоку от села Усть-Воя на Печоре. Генеральное направление течения — юго-запад, всё течение проходит в ненаселённой холмистой местности по территории национального парка Югыд Ва.
Впадает в Щугор выше острова Шер-Кыртади. Скорость течения у устья 0,3 м/с, ширина около 10 метров.

## Данные водного реестра
По данным государственного водного реестра России относится к Двинско-Печорскому бассейновому округу, водохозяйственный участок реки — Печора от водомерного поста у посёлка Шердино до впадения реки Уса, речной подбассейн реки — бассейны притоков Печоры до впадения Усы. Речной бассейн реки — Печора.
По данным геоинформационной системы водохозяйственного районирования территории РФ, подготовленной Федеральным агентством водных ресурсов:
- Код водного объекта в государственном водном реестре — 03050100212103000062569
- Код по гидрологической изученности (ГИ) — 103006256
- Код бассейна — 03.05.01.002
- Номер тома по ГИ — 03
- Выпуск по ГИ — 0